# José Javier Hombrados
José Javier Hombrados Ibáñez, född 7 april 1972 i Madrid, är en spansk tidigare handbollsmålvakt. Han har spelat 262 landskamper för Spaniens herrlandslag och bland annat vunnit två OS-brons, 1996 och 2008, samt VM-guld 2005 och VM-brons 2011.

## Lag
- BM Safa (–1990)
- BM Atlético de Madrid (1990–1993)
- CB Cantabria Santander (1993–1995)
- SD Teucro (1995/1996)
- CB Ademar León (1996–2000)
- Portland San Antonio (2000–2002)
- BM Ciudad Real / BM Atlético de Madrid (2002–2013)
- al-Sadd Sports Club (2013)
- HSG Wetzlar (2013–10/2013)
- al-Sadd Sports Club (2013–2014)
- HSG Wetzlar (2014–2015)
- AD Ciudad de Guadalajara (2015–2021)